# Azerbajdzjans natur

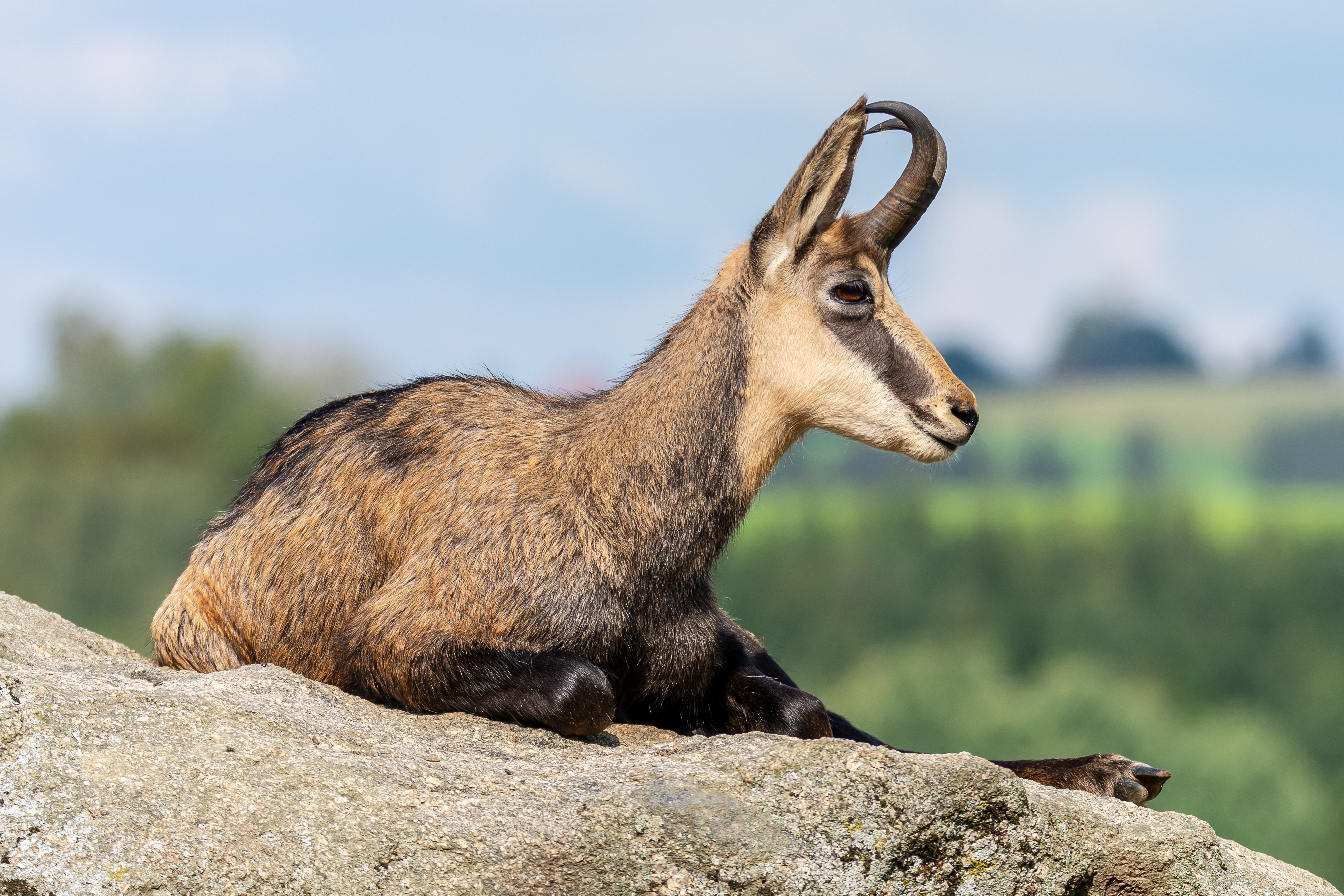
Gems (Rupicapra rupicapra)

Azerbajdzjans natur består av Azerbajdzjans flora och fauna samt dessas naturliga habitat. Det är ett varierat land, med stora kontraster i både topografi och vegetation.

## Topografi och klimat
Landet har stora kontraster, med höga berg i både norr och sydväst (Kaukasus i norr når 4 466 meter över havet, Lilla Kaukasus i söder upp mot 3 900 m ö.h.). Däremellan finns slätter och områden runt vattenytans nivå vid Kaspiska havet i öster; där råder ett torrt subtropisk klimat.
I vissa högre bergsområden förekommer dock alpängar och motsvarande fauna.

### Naturliv efter naturtyp
En symbol för djurlivet i Azerbajdzjan är karabaghhästen, vilket är en hästras av typen bergshäst som även är populär som tävlings- och ridhäst. Karabaghhästen kommer ursprungligen från Karabaghregionen i Azerbajdzjan. Det är en av de äldre hästraserna, med rötter från antiken.
Levnadsförhållandena och miljön varierar kraftigt över olika delar av Azerbajdzjan. En del arter är därför begränsade till mindre delar av landet, där för de gynnsamma habitat finns. Andra arter återfinns över större delen av landet. Exempel på det senare är olika sorters tättingar och protozoer. Vad gäller större däggdjur som finns i större delen av landet återfinns krävgaseller på stäpperna och västkaukasisk stenbock i de kaukasiska bergen.

## Fauna

### Däggdjur

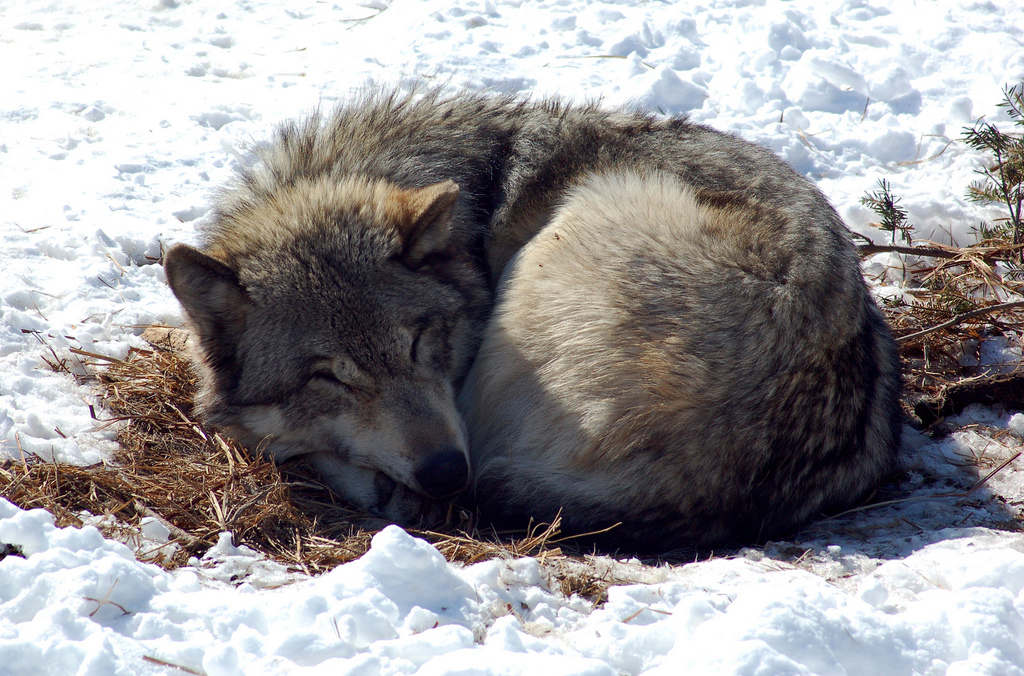
Varg (Canis Lupis)

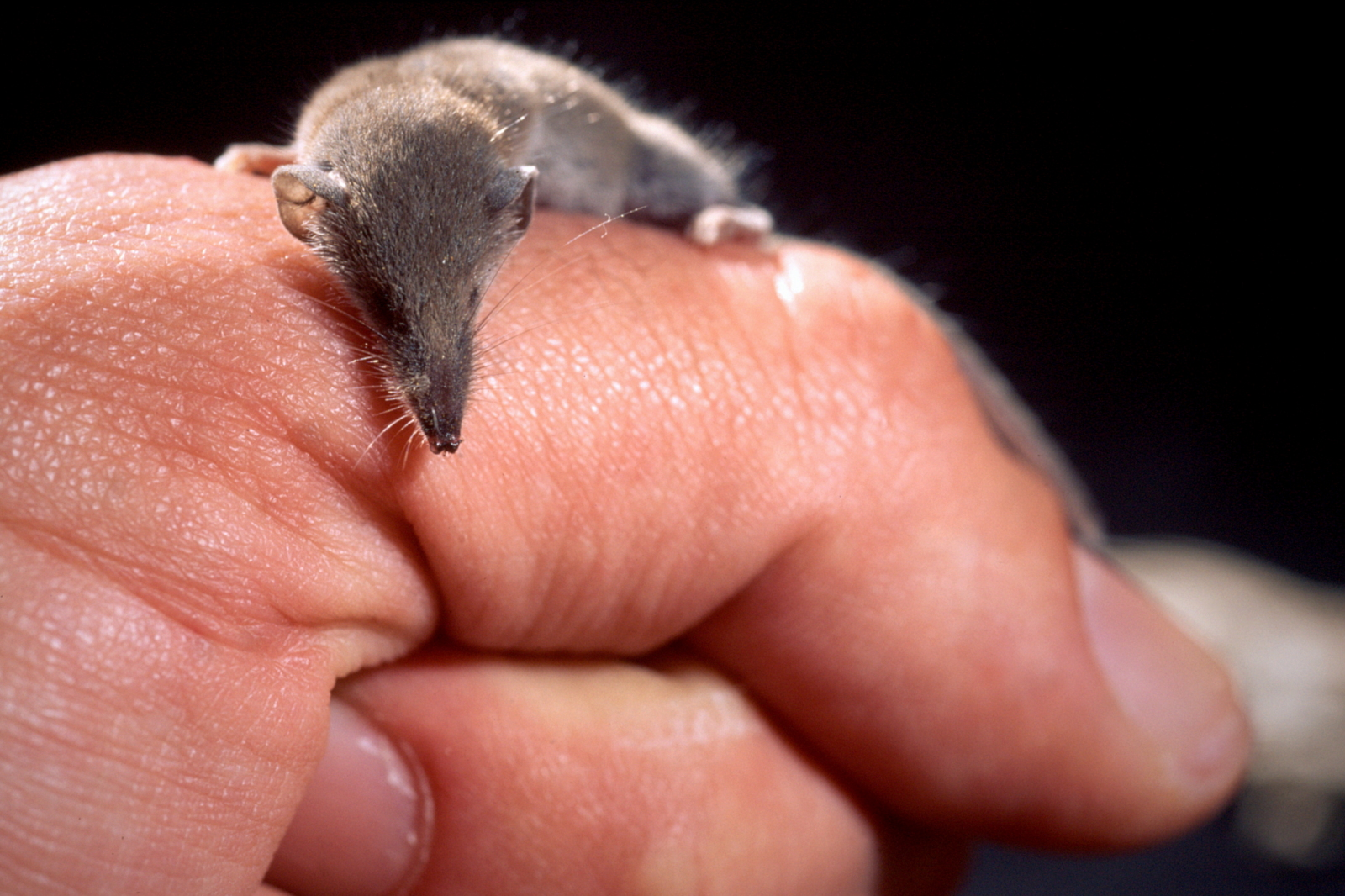
Savis pygmé-näbbmus (Suncus etruscus)

Azerbajdzjan har bland de större antalet däggdjursarter i Europa. Cirka 100 däggdjursarter har dokumenterats i Azerbajdzjan, varav tre av arterna är unika för landet. Exempel på däggdjursarter i landet är:
- Mufflonfår
- Gems
- Savis pygmé-näbbmus
- Europeisk kanin
- Större hästskonäsa
- Sjusovare
- Varg
- Mård
- Djungelkatt

### Fiskar

Beluga (Huso huso)

Azerbajdzjan har flera sjöar och vattendrag, därtill gränsar landet mot Kaspiska havet. Det finns närmare hundra dokumenterade fiskarter i landet, och därutöver även tusentals ryggradslösa djur. Många av dessa arter finns i floden Kura och dess närliggande sjöar och vattendrag. Även Mingäçevirreservoaren har en omfattande artrikedom. Flertalet av fiskarna i landet är anadroma, vilket betyder att de lever i saltvatten och vandrar till sötvatten för att fortplanta sig. Bland dessa arter kan lax, stör och beluga nämnas som särskilt betydelsefulla. I Kaspiska havet fiskar man även sill. I Azerbajdzjan finns även ett stort antal fiskodlingar.

### Fåglar

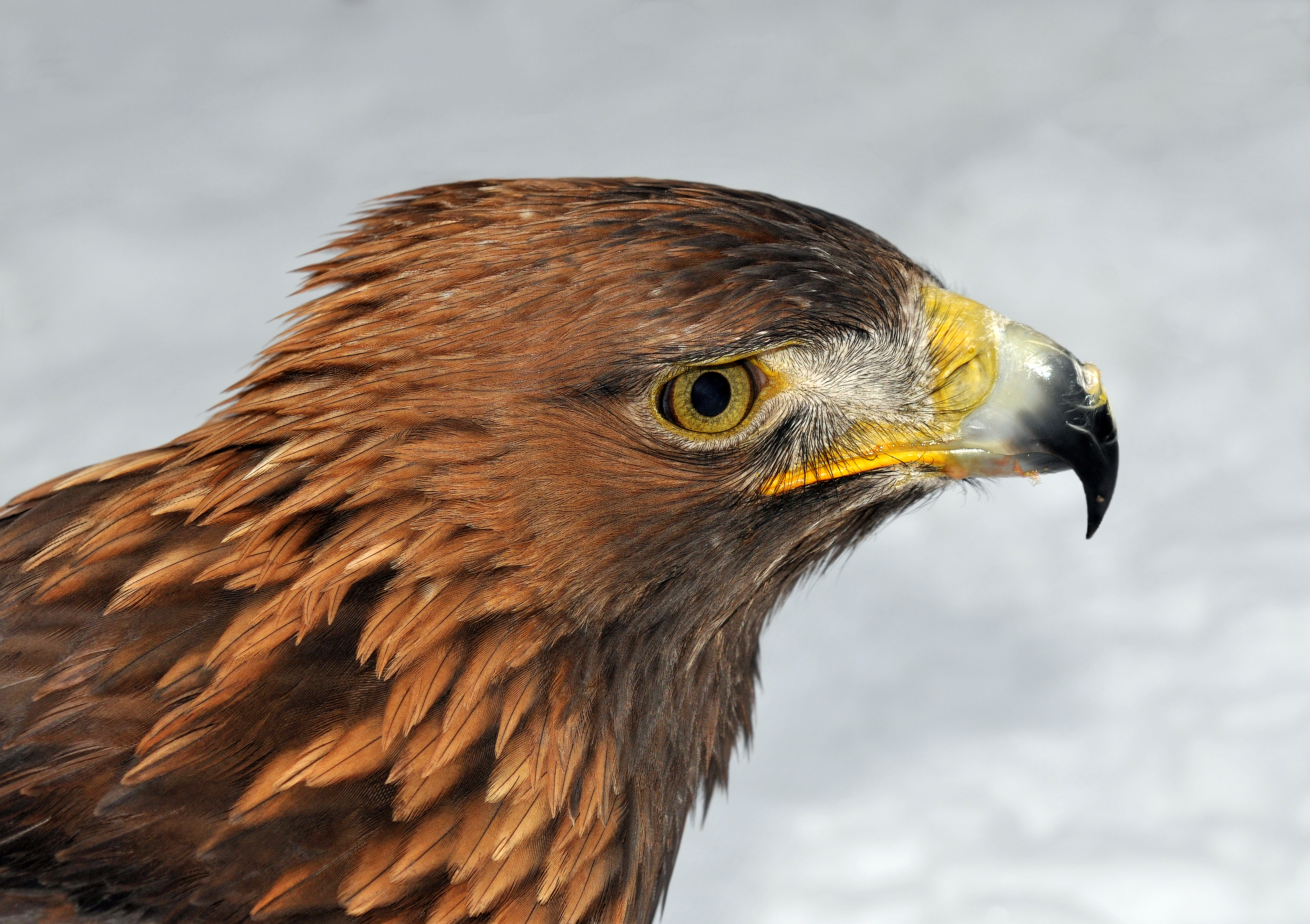
Kungsörn (Aquila chrysaetos)

Det finns många olika fågelarter i Azerbajdzjan. I landet finns cirka 360 fågelarter, från närmare 60 familjer, dokumenterade. Det är frågan om såväl bofasta fåglar som flyttfåglar. Till flyttfåglarna räknas då sådana som övervintrar i landet och sådana som tillfälligtvis stannar där i flytten till andra platser. En av de förnämsta fågelarterna i landet är kungsörnen. I övrigt kan arter som smålom, storskarv och vit pelikan nämnas.

## Flora

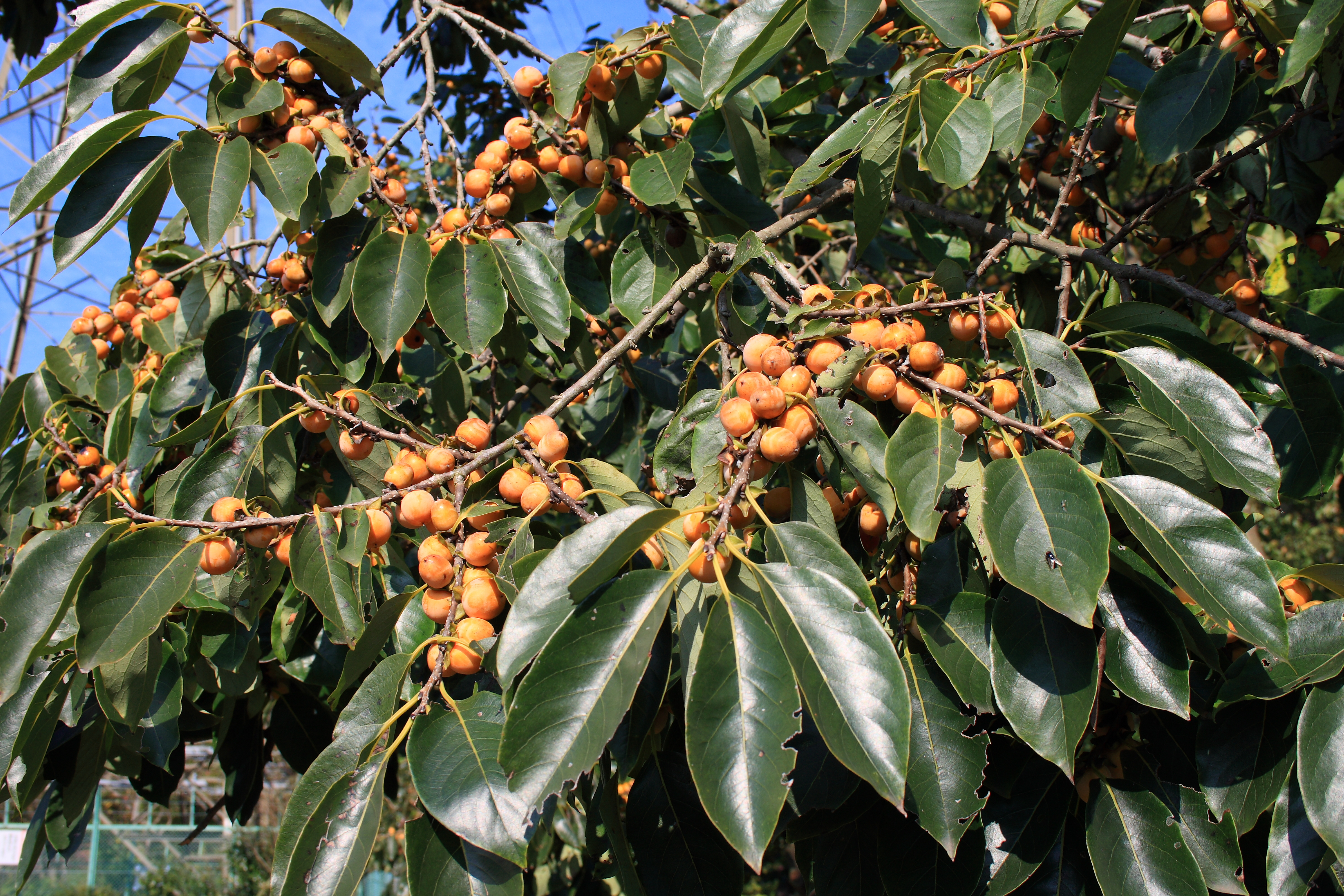
Dadelplommon (Diospyros lotus)

Landet har en rik flora med mer än 4500 dokumenterade, inberäknat 240 växter som är endemiska för landet. På grund av det unika klimatet i Azerbajdzjan finns det fler arter där än i de andra länderna i Sydkaukasien. Bland arterna som återfinns i landet kan som exempel nämnas papegojbuske, silkesträd och dadelplommon.

## Naturskydd
Azerbajdzjan har i modern tid inrättat flera naturreservat och nationalparker för att bevara sitt djur- och växtliv. 2003 inrättades den första nationalparken – Zangezur –, och 2010 fanns i landet tio nationalparker. Ytterligare ett trettiotal naturskyddsområden finns i landet, varav mer än 20 är statliga reservat med möjlighet till naturrelaterad forskning.
Landet har även infört restriktioner avseende jakt för att skydda päls- och hovdjur.